# Savoia-Marchetti SM.95
Die Savoia-Marchetti SM.95 war ein viermotoriges Transport- und Verkehrsflugzeug des italienischen Herstellers Savoia-Marchetti aus den 1940er-Jahren. Einige Exemplare des in Gemischtbauweise konstruierten Flugzeugs sind noch nach dem Zweiten Weltkrieg gebaut worden. Es bot Platz für mehr als 40 Fluggäste.

## Geschichte
Im Jahr 1937 begann Alessandro Marchetti mit der Entwicklung eines viermotorigen Nachfolgers der SM.73. Dieser zunächst als SM.76 bezeichnete Entwurf sollte eine Cockpitbesatzung von vier Personen und 18 Passagiersitze erhalten. Daneben war eine Version als militärisches Transportflugzeug vorgesehen. Im August 1939 war die Planung für die Zivilversion SM.95C (oder SM.95 Civile) abgeschlossen. Bei Kriegsausbruch wurde das Projekt vorläufig eingestellt.
Im Jahr 1942 begann die Umplanung zu einem Bomber mit der Bezeichnung SM.95B, dessen Rumpf von der SM.83 übernommen werden sollte. Parallel dazu baute das Unternehmen den ersten von vier bestellten Prototypen der Transportversion, der am 8. Mai 1943 seinen Erstflug bestritt. Nach der italienischen Kapitulation im September 1943 übernahm die deutsche Luftwaffe die erste am 3. August 1943 fertiggestellte Serienmaschine (Werknummer 41001) und auch die zweite im Februar 1944 fertiggestellte Maschine (Werknummer 41002) ging an ein deutsches Transportgeschwader. Sie gingen anschließend bei Luftangriffen auf Deutschland verloren.
Nach Kriegsende erlaubten die Siegermächte die Fertigstellung weiterer Flugzeuge. Fünf davon kamen in den Besitz der italienischen Luftwaffe, die übrigen dienten als zivile Verkehrsflugzeuge. Durch die Streckung des Rumpfs konnte die Zahl der Passagierplätze auf üblicherweise 30 erhöht werden. Die Alitalia setzte diesen Flugzeugtyp in ihrem europäischen Streckennetz ein. Auch die LATI (Linee Aeree Transcontinentali Italiane) nutzte die SM.95. Der einzige ausländische Betreiber dieses Typs war die ägyptische SAIDE, die drei Stück erwarb.
Die letzte Maschine wurde 1954 ausgemustert. Die Weiterentwicklung zu einem Ganzmetallflugzeug mit der Projektbezeichnung SM.95S kam nicht mehr zustande.

## Konstruktion
Die SM.95 war in Gemischtbauweise konstruiert. Der Rumpf bestand aus einem Stahlrohrrahmen, der mit Holz beplankt und mit Stoff verkleidet wurde. Der vordere und untere Teil des Rumpfs erhielt eine Metallverkleidung. Die Tragflächen des Tiefdeckers bestanden vollständig aus Holz. Das Flugzeug besaß ein einziehbares Spornradfahrwerk.
Die vier Sternmotoren waren an den Vorderkanten der Tragflächen angebracht. Ursprünglich hatte der Hersteller den Alfa Romeo 126 als Antrieb vorgesehen. Die Auslieferung erfolgte dann mit dem stärkeren Alfa Romeo 128. Die Nachkriegsmodelle erhielten teilweise Bristol Pegasus- oder Pratt & Whitney Twin Wasp-Antriebe.

## Zwischenfälle
Vom Erstflug 1943 bis zum Betriebsende im September 1954 kam es mit Savoia-Marchetti SM.95 zu zwei Totalschäden. Dabei kamen 31 Menschen ums Leben. Vollständige Liste:
- Am 15. Februar 1947 zerbrach eine Savoia-Marchetti SM.95 der Corrieri Aerei Militari (Luftfahrzeugkennzeichen I-ABQH) nach gut 110 Kilometern Flugstrecke nach dem Start vom Militärflugplatz Guidonia (Italien) und stürzte ins Meer bei Terracina. Alle 17 Insassen, fünf Besatzungsmitglieder und 12 Passagiere, kamen ums Leben. Das Wrack wurde nie gefunden, die Ursache blieb ungeklärt.[3][4]

- Am 17. Januar 1951 (im „Aviation Safety Network“ fälschlich als 27. Januar eingetragen) flog eine SM.95B der Alitalia (I-DALO) von Paris-Le Bourget zum Flughafen Rom-Ciampino. Während des Fluges entstand in einer Tragfläche ein Feuer, welches vermutlich durch einen Blitzschlag verursacht wurde. Die Maschine stürzte 8 Kilometer von Civitavecchia (Italien) entfernt ab. Von den zwölf Passagieren und fünf Crewmitgliedern starben zehn Passagiere und vier Crewmitglieder.[5][6][7]

## Technische Daten
| Kenngröße             | Daten                                                              |
| --------------------- | ------------------------------------------------------------------ |
| Besatzung             | 4–5                                                                |
| Passagiere            | 30–44                                                              |
| Länge                 | 24,77 m                                                            |
| Spannweite            | 34,28 m                                                            |
| Höhe                  | 5,77 m                                                             |
| Flügelfläche          | 128,3 m²                                                           |
| Flügelstreckung       | 9,2                                                                |
| Leermasse             | 12.800 kg                                                          |
| Startmasse            | 21.600 kg                                                          |
| Höchstgeschwindigkeit | 400 km/h                                                           |
| Dienstgipfelhöhe      | 6.500 m                                                            |
| Reichweite            | 2.000 km                                                           |
| Triebwerke            | vier Sternmotoren Alfa Romeo 128 RC.18 mit jeweils 640 kW (870 PS) |